# Kostel svatého Mikuláše (Malá Strana)
Kostel svatého Mikuláše, nazývaný též chrám svatého Mikuláše, je barokní kostel nacházející se v Praze na Malostranském náměstí. Chrám je někdy díky své monumentalitě a náročnému architektonickému i uměleckému zpracováním považován za umělecky nejvýznamnější barokní stavbu Prahy.

## Historie

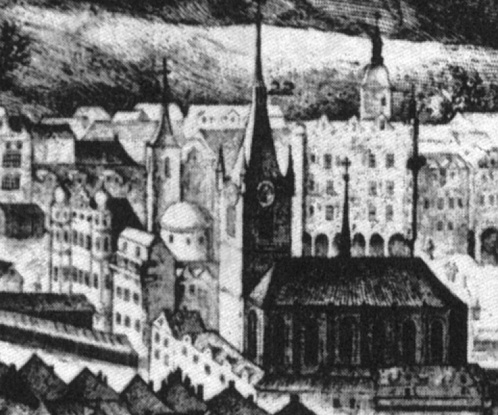
Gotický kostel sv. Mikuláše na Sadelerově prospektu z roku 1606; vlevo v pozadí rotunda sv. Václava.

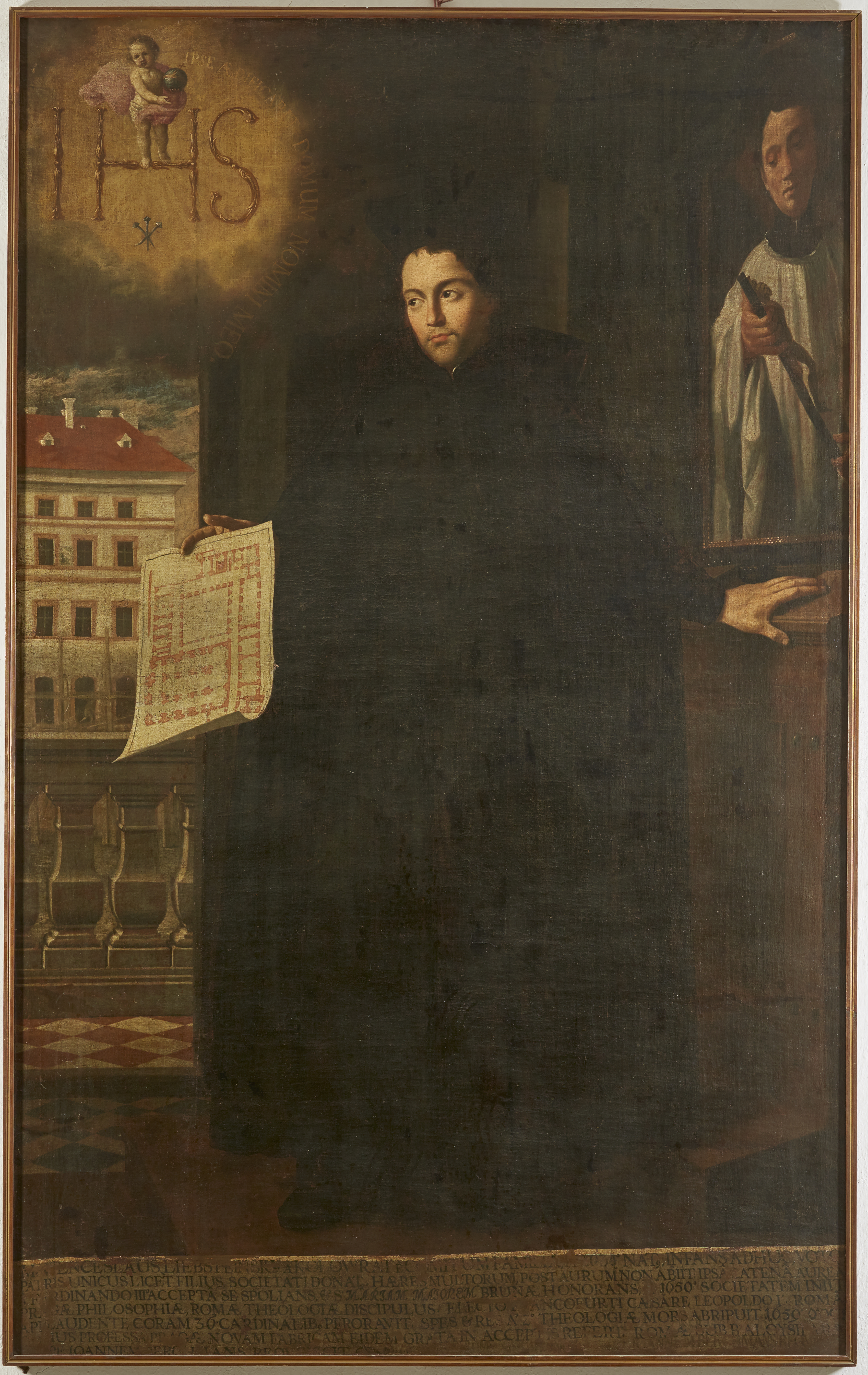
Václav Kolowrat-Libštejnský s půdorysným plánem malostranské koleje a chrámu

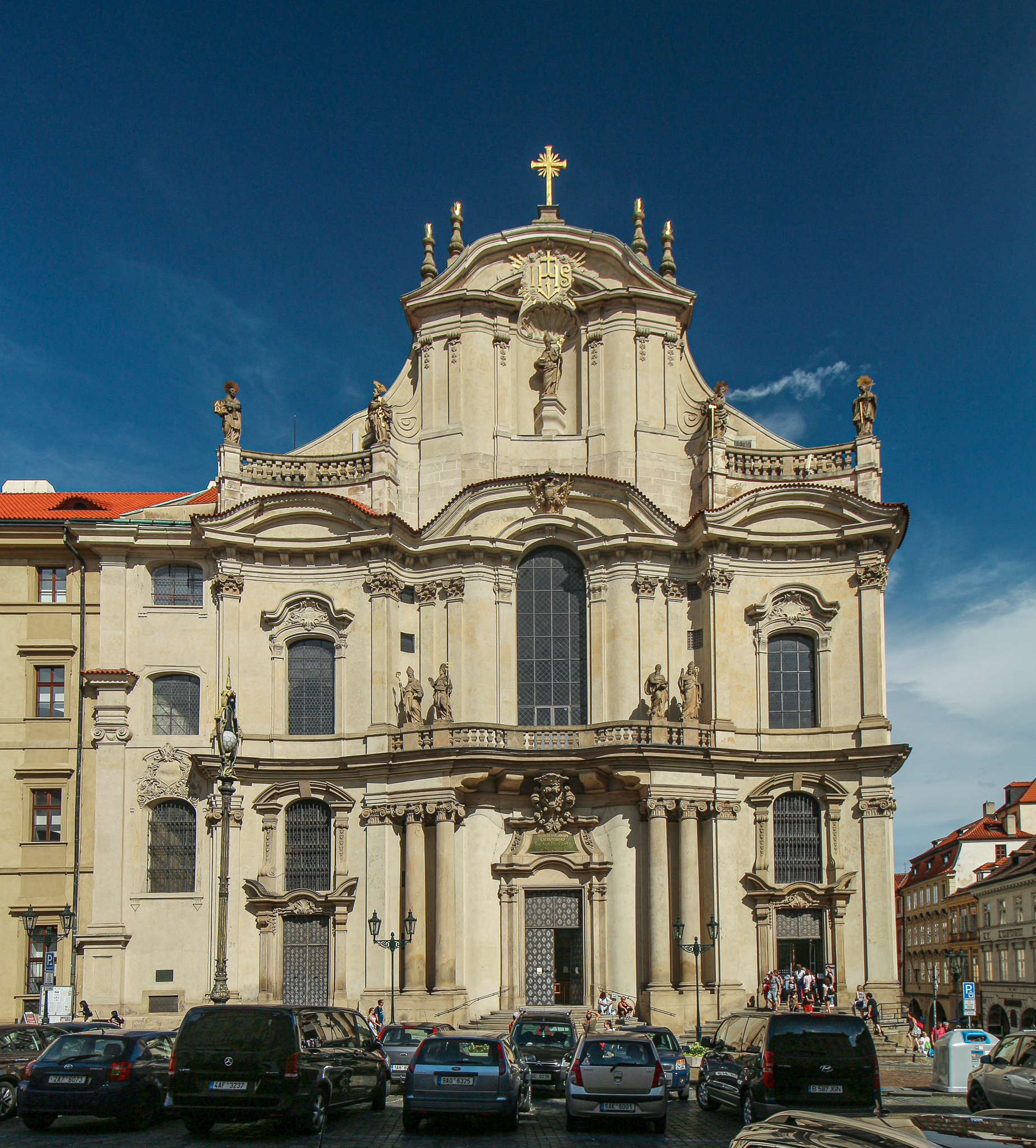
Kostel sv. Mikuláše, hlavní (západní) fasáda

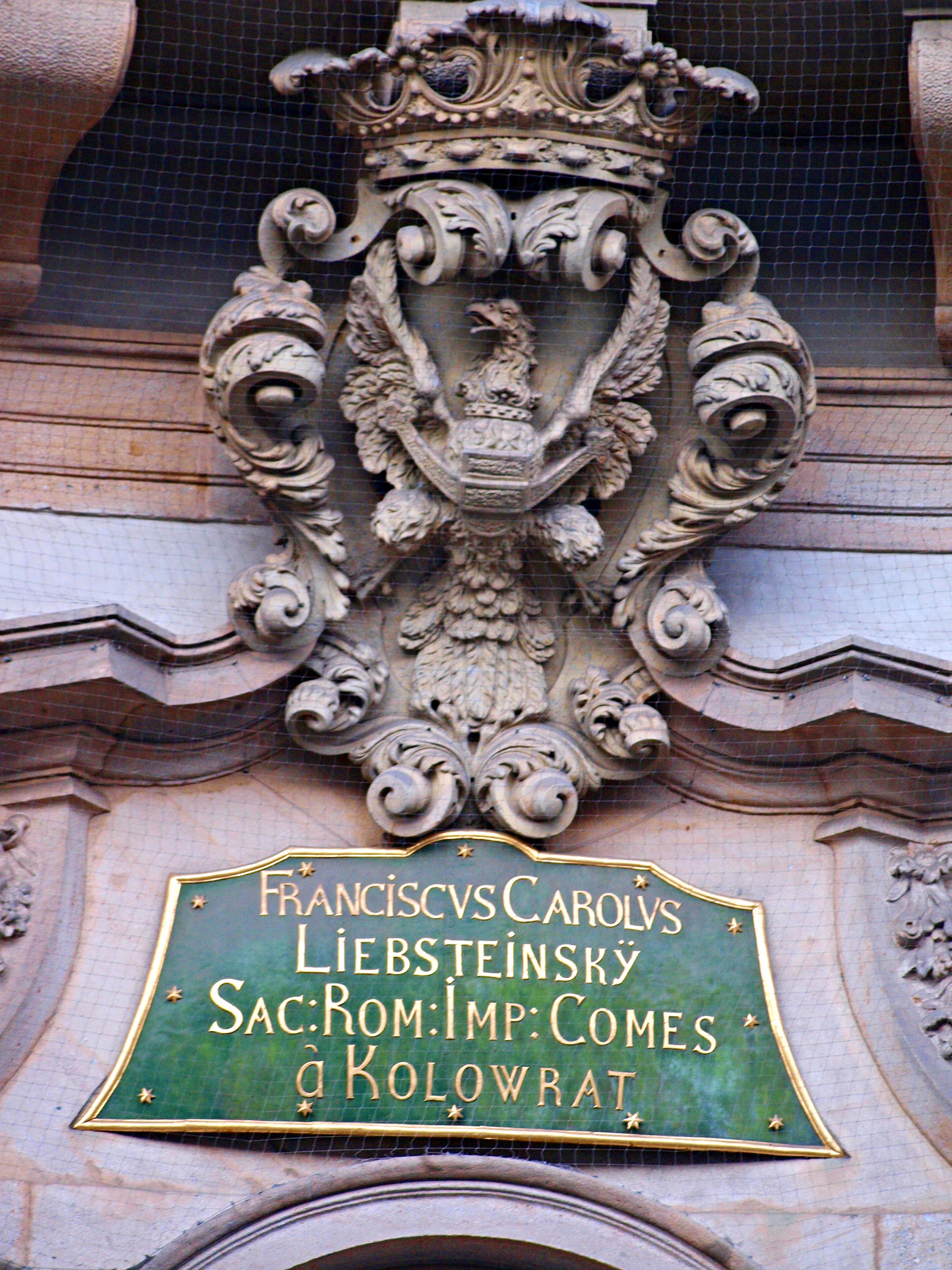
Erb a pamětní deska stavebníka a mecenáše Františka Karla Libštejnského z Kolovrat

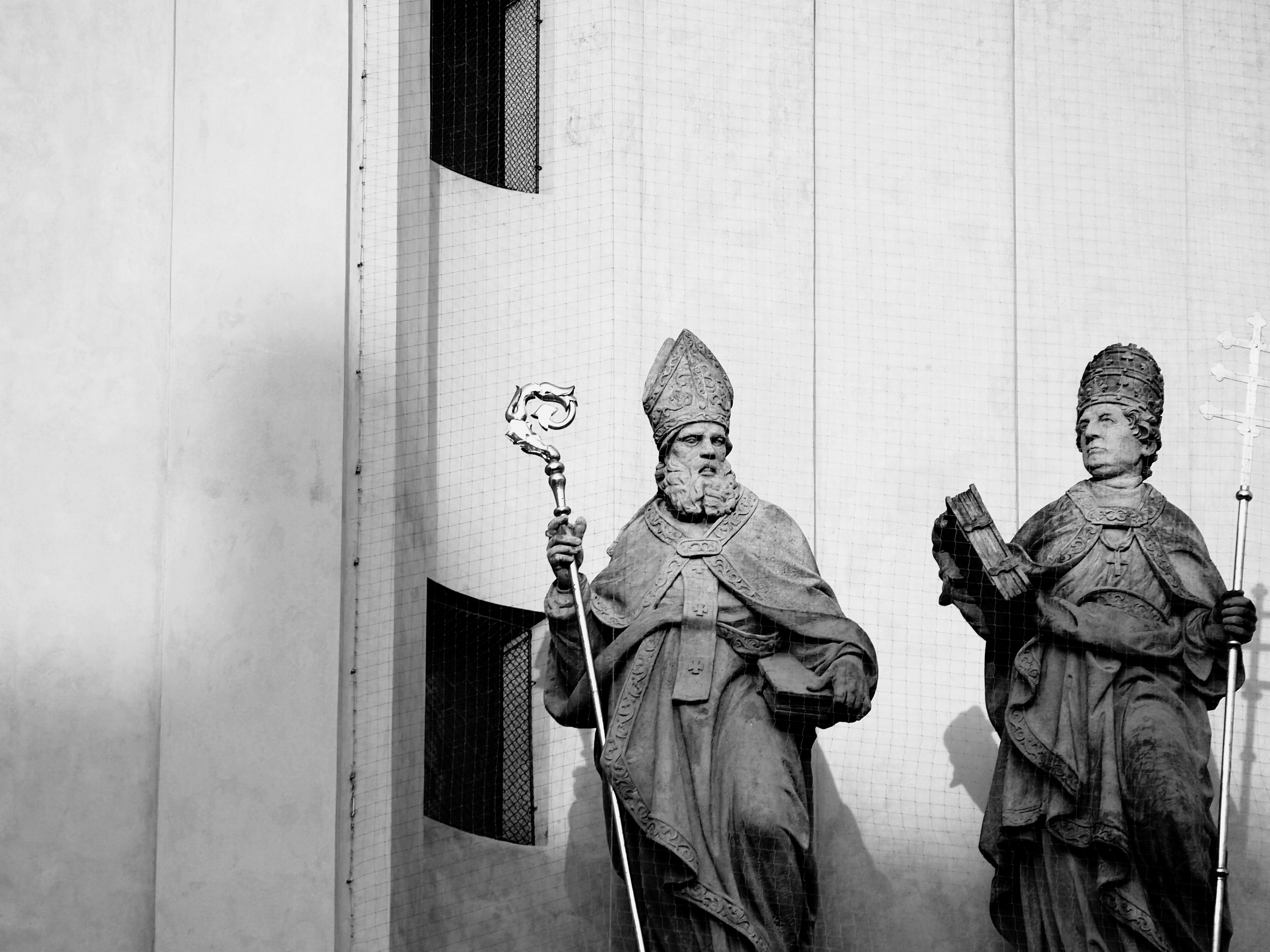
Sochy sv. Ambrože a Řehoře Velikého z balustrády prvního patra chrámu

Na místě stál původně gotický farní kostel ze 13. století zasvěcený taktéž Mikuláši z Myry. Po bitvě na Bílé hoře v roce 1625 získali kostel a sousední domy jezuité, kteří farnost přenesli k sousední románské rotundě sv. Václava. Výstavbu nového chrámu umožnil především velký dar, který 1654 poskytl Václav Libštejnský z Kolovrat (1634–1659), který se zřekl svého majetku, aby mohl vstoupit do Tovaryšstva Ježíšova. Veškeré své finance čítající 178 500 zlatých určil na stavbu chrámu sv. Mikuláše a profesního domu v Praze na Malé Straně.
Ve druhé polovině 17. století začali jezuité uprostřed náměstí stavět podle projektu Giovanniho Domenica Orsiho nový komplex budov malostranské koleje, kterému ustoupila i dosud jediná svatyně, rotunda sv. Václava. Kostel sv. Mikuláše, jehož základní kámen byl položen 6. září 1673, se oproti stavebnímu plánu opozdil, protože vyžadoval finanční dotaci soukromého donátora, jímž byla rodina Kolowratů. Kostel sv. Mikuláše byl postaven ve dvou etapách v průběhu první poloviny 18. století.
Z let 1703–1711 pochází západní průčelí, prostor předsíně s kruchtou, první západní kaple sv. Barbory, kaple sv. Anny a dvě pole lodi s bočními kaplemi, provizorně uzavřené zdí. Projekt a výstavbu první stavební fáze podle nových, již vrcholně barokních plánů připsal již koncem 18. století František Martin Pelcl) architektu Kryštofu Dientzenhoferovi. Jeho autorství není písemnou smlouvou doloženo a je dosud nejisté. Kamenické práce prováděl František Santini-Aichel, po jeho smrti v roce 1709 pokračoval Pietro della Torre. V dalších letech pokračovaly kamenické a štukatérské práce uvnitř hotové části kostela.
Od roku 1737 byly zahájeny práce na dostavbě kostela pod vedením Kiliána Ignáce Dientzenhofera, který předložil plány již roku 1728. Bylo vybudováno třetí pole lodi kostela, která byla upravena i v původní části a její strop scelen do složitě tvarovaného podkladu pro fresku. Nový byl také trojlistý závěr kostela s odvážně řešenou kupolí a štíhlá přilehlá věž. V roce 1752, po Dientzenhoferově úmrtí na konci roku 1751, již na stavbě kostela i věže probíhaly dokončovací práce. Tvůrčí přínos jeho žáka a zetě, nového vedoucího stavby Anselma Luraga, proto není významný. V následujících letech se dokončovala chrámová výzdoba oltáři, sochami a freskami.

## Citát
| „                  | Ale zato ten překrásný rozhled! Nad malostranskými střechami, které máte pod nohama, objeví se v překvapivé blízkosti chrám svatého Mikuláše. Se vzdušným, lehkým půvabem, plný barev a světel vznáší se jeho těžký masív k obloze. | “ |
| — Jaroslav Seifert | |   |

## Popis
Chrám tvoří jihovýchodní část komplexu bývalého jezuitského profesního domu. Výchozí předlohou dispozice všech jezuitských chrámů byl hlavní jezuitský vzorový kostel Il Gesù v Římě, jehož konečným architektem byl Giacomo della Porta.

### Exteriér
- Západní (hlavní) průčelí chrámu je trojosé a trojetážové. Podle svislé osy je zdola odstupněno třemi schodišti se třemi portály. konvexně-konkávně zvlněné římsy a rytmus architektonických prvků při pohybu diváka vytváří iluzi pohybující se hmoty. Fasádu první etáže rytmizují dva páry sloupů a čtyři pilastry, Nad štítem středního portálu je osazen plastický kamenný znak Františka Karla Libštejnského, hraběte z Kolowrat, stavebníka kostela a strýce hlavního mecenáše stavby jezuity Václava Libštejnského,[3] který zemřel čtyři roky před jejím zahájením. V supraportě pod erbem je kovová nápisová deska se zlacenými jmény a tituly stavebníka: FRANCISCVS CAROLVS / LIEBSTEINSKY/ SAC. ROM. IMP. COMES / A KOLOWRAT. Sloupy a pilastry nesou zvlněnou profilovanou římsu s kuželkovou balustrádou prvního patra, na níž střední osu zvýrazňují čtyři sochy svatých otců, církevních učitelů Západu, zleva svatých Ambrože a Řehoře Velikého od Tomášen Seidana, a zprava svatých Jeronýma a Augustina od Bernarda Seelinga z roku 1889, volné kopie barokních originálů. Hlavní římsa druhého patra je modelována třemi oblouky štítů: do středního z nich je vsazen heraldický orel Svaté říše římské, nad postranními štíty se zvedají konvexní stěny atiky s kuželkovou balustrádou. Na ní stojí sochy svatých patronů z dílny Jana Bedřicha Kohla-Severy, vlevo jezuita sv. Ignác a sv. Petr, vpravo sv. Pavel a sv. František Xaverský. Mezi nimi je vložen mohutný volutový štít třetího patra, v jeho výklenku stojí socha patrona chrámu, svatého Mikuláše z Myry.

- Jižní průčelí sestává z fasády chrámové lodi, z věže a v druhém plánu z kupole. Je odstupněné vysokým soklem, dvěma patry s pravidelně uspořádanými okny a atikou s neobvyklými trojlistými otvory. Osa křížení kostela je na fasádě jen vyznačena v dolním patře nikou se sochou Víry mezi dvěma putti s tiárou a mitrou z dílny Ignáce Františka Platzera. Tato dílna osadila i roku 1879 odstraněné sochy na atice,[10] kde je v ose křížení socha Krista Salvátora, signovaná Robertem Platzerem a osazená po polovině 19. století.

- Východní průčelí odspodu z větší části zakrývají přilehlé domy, nad nimi se vypíná portál s oknem mezi dvěma pilastry a trojbokým štítem. Nad ním vede kuželková balustráda se třemi pískovcovými sochami: sv. Filip, uprostřed Panna Maria Immaculata a sv. Juda Tadeáš, všechny jsou kopiemi Platzerových soch od Antonína Procházky z roku 1889. Severní fasáda s portálem do krypty je skryta ve dvoře profesního domu.

- Kupole nad křížením chrámu je posazena na vysoký tambur členěný okny a dvojicemi pilastrů s  vloženými plastickými vázami. Plastické členění probíhá i přes dvojplášťovou kupoli, s klempířsky zdůrazněným žebrováním a vikýři s volskými oky, až po lucernu s dekorativně řešeným ochozem. Ozdobně klempířsky zpracovaná střecha lucerny vrcholí zlaceným motivem plamene Trojice s božím okem. Kupole je vysoká jako sousední věž zvonice kostela.

### Umělecká výzdoba interiéru
Vnitřek chrámu sv. Mikuláše patří k nejhonosnějším pražským vrcholně barokním interiérům. Stěny a prvky vybavení architektury jsou pokryty pravými mramory a umělým mramor (stucco lustro) od Jana Hennevogela a Josefa Lauermanna. Klenby zdobí nástropní fresky od Jana Lukáše Krackera, Františka Xavera Palka a Josefa Kramolína. Sochařskou výzdobu ve formě dřevěných, bíle štafírovaných a zlacených soch, a také drobných štukových plastik dodala převážně dílna Ignáce Františka Platzera, částečně Richarda Jiřího Prachnera. Oltářní obrazy namalovali Jan Lukáš Kracker, Ignác Raab, Francesco Solimena, cyklus na kruchtě Karel Škréta.

Interiér směrem k oltáři

#### Presbytář a transept
- Hlavní oltář: architektonický návrh Andrea Pozzo
  - sochy: nad tabernáklem sv. Mikuláš – zlacená měď podle modelu Ignáce F. Platzera, po stranách sousoší František Xaverský obrací pohana na křesťanství a sousoší Ignác z Loyoly poráží personifikaci hereze, v nástavci sv. Václav a sv. Vít – Ignác F. Platzer
  - freska v konše: Andělé a Teologické ctnosti – František Xaver Palko
- Oltář sv. Josefa
  - obraz: Smrt sv. Josefa – Jan Lukáš Kracker
  - sochy: sv. Jan Křtitel a sv. Jana Evangelista, tabernákl s relikviářem sv. Krispa, v nástavci sv. Vojtěch a sv. Prokop – Ignác F. Platzer
  - freska na konše: Péče jezuitů ve všech obdobích lidského života – František Xaver Palko
- Oltář Panny Marie
  - obraz: Navštívení Panny Marie – Jan L. Kracker
  - sochy: sv. Anna a sv. Jáchym, tabernákl s poutní soškou

, v nástavci sv. Zikmund a sv. Ludmila – Ignác F. Platzer
- - freska na konše: Alegorie na misijní působení jezuitů – František X. Palko
  - soška Panny Marie Foyenské, zvané Belgická, z Foy: Originální sošku z pálené hlíny našel v roce 1609 dřevorubec uvnitř dubu, když kácel stromy poblíž vsi Foy-Notre-Dame v Belgii. Této sošce Madony byla zasvěcena 31. kaple Svaté cesty z Prahy do Staré Boleslavi, založené jezuity v letech 1674–1690.
- Křížení a kopule
  - sochy při pilířích: sv. Cyril Alexandrijský, sv. Jan Zlatoústý, sv. Řehoř Naziánský a sv. Basil Veliký – Ignác F. Platzer
  - sochy před pendentivy: personifikace čtyř kardinálních ctností Prozíravosti, Spravedlnosti, Umírněnosti a Statečnosti – Ignác F. Platzer
  - sochy mezi okny tamburu: alegorické sochy 8 ctností – Ignác F. Platzer
  - freska v klenbě kupole: Oslava sv. Mikuláše za přítomnosti Nejsvětější Trojice a světců, v lucerně holubice Ducha svatého – František X. Palko
  - křtitelnice – po 1464

#### Postranní kaple
- Kaple Archanděla Michaela
  - obraz: Archanděl Michael porážející ďábla – Francesco Solimena
  - sochy: archandělé, Rafael s Tobiášem – Richard J. Prachner
  - freska na klenbě: Archanděl Michael porážející ďábelské síly – Jan L. Kracker
- Kaple sv. Jana Nepomuckého
  - obraz: sv. Jan Nepomucký udělující almužnu chudým – Ignác Raab
  - sochy: sv. Václav a sv. Vít – Ignác F. Platzer
  - freska na klenbě: sv. Jan Nepomucký porážející herezi – Josef Kramolín
- Kaple sv. Františka Xaverského
  - obrazy: obraz Smrt sv. Františka Xaverského na ostrově Šang-čchuan – František X. Palko, v nástavci sv. Pavel
  - sochy: sv. Pavel Miki a sv. Jakub Kisai, na menze sv. Prokop – Ignác F. Platzer
  - freska na klenbě: Apoteóza sv. Františka Xaverského – Josef Kramolín
- Kaple sv. Ignáce z Loyoly
  - obrazy: obraz Vize sv. Ignáce z Loyoly v jeskyni u Manresy, v nástavci sv. Petr – Ignác Raab
  - sochy: sv. František Borgia a sv. František Regis, v mense sv. Ivan – Ignác F. Platzer
  - freska na klenbě: Ignác z Loyoly zapuzující zlo pomocí jména Ježíš – Josef Kramolín
- Kaple sv. Aloise Gonzagy
  - obrazy: sv. Alois s dětmi uctívající Nejsvětější Srdce Ježíšovo – Ignác Raab, v nástavci sv. Juda Tadeáš – (Ignác Raab)
  - sochy: sv. Stanislav Kostka a sv. Juan de Gotó – Ignác F. Platzer
  - freska na klenbě: Oslava sv. Aloise Gonzagy – Josef Kramolín
- Kaple sv. Kateřiny Alexandrijské
  - obrazy: Mystické zasnoubení sv. Kateřiny, v nástavci sv. Apolonie – Ignác Raab
  - sochy: sv. Tekla a sv. Markéta – Ignác F. Platzer
  - freska na klenbě: Přenesení těla sv. Kateřiny Alexandrijské do nebe – Josef Kramolín
- Kaple zesnulých
  - Oltář sv. Barbory
    - obrazy: Oslava sv. Barbory – Ludvík Kohl, v nástavci Smrt sv. Stanislava Kostky
    - sochy: sv. Apolonie a sv. Rozálie – Richard J. Prachner

  - Očistcový oltář
    - obraz: Ukřižování s P. Marií Bolestnou a dušemi v očistci – Karel Škréta
    - sochy: sv. Barbora a sv. Kristýna z Bolseny?, v nástavci Bůh Otec – Richard J. Prachner

  - freska na klenbě: Oslava sv. Barbory – Josef Kramolín
- Kaple sv. Anny
  - obrazy: sv. Rodina se sv. Annou a sv. Jáchym vyučující Pannu Marii v nástavci – neznámý pražský malíř (z původního chrámu)
  - sochy: sv. Terezie z Ávily a sv. Aya – (Richard J. Prachner)
  - freska na klenbě: Svaté příbuzenstvo – Josef Kramolín

#### Hlavní loď
- Fresky
  - loď (tři spojená oválná travé plackové klenby bez pasů): Zázraky a Apoteóza sv. Mikuláše – Jan Lukáš Kracker
  - nad kruchtou: sv. Cecílie s anděly – František X. Palko a Josef Hager
  - pod kruchtou: Andělé uctívající symbol Nejsvětější Trojice – Josef Kramolín
- Ostatní sochařská výzdoba
  - sochy při pilířích: sv. Jan Nepomucký, sv. Jeremiáš? (král Kýros), císař Theodosius, sv. Konstantin, trojice rokokových váz s andílky – Ignác F. Platzer
  - kazatelna: na stříšce Stětí sv. Jana Křtitele, na řečništi alegorické sochy Víry, Naděje a Lásky, Křest Krista a Kázání sv. Jana Křtitele – Richard Jiří Prachner (a Petr Prachner)
  - krucifix – Jan Bedřich Kohl-Severa

Na jižním ochozu je vystavený rozměrný desetidílný pašijový cyklus závěsných obrazů, dole s malovanými erby donátorů z rodu Černínů, Ditrichštejnů a Nosticů. Důležité pozdní dílo Karla Škréty z let 1673–1674 pochází z vedlejšího profesního domu. Na jeho chodbách sloužilo studentům k ignaciánské kontemplaci. Po zrušení řádu jezuitů bylo nějaký čas rozvěšeno na pilířích hlavní lodi kostela.
Barokní varhany mají více než 4 tisíce píšťal až šest metrů vysokých; hrál na ně Mozart v roce 1787.

## Zvonice
Na jezuitech, kteří v roce 1625 získali původní kostel a sousední domy od Ferdinanda II. v rámci pobělohorských konfiskací pro rekatolizační účely, si malostranští konšelé vymohli stavbu nové zvonice. Jednalo se o náhradu za objekty, které musely ustoupit v rámci realizace jezuitských plánů. Zvonice má zvenčí vlastní vchod s číslem popisným 556 a nad vchodem je znak Malé Strany. Věž je složitě utvářena, jednotlivá patra jsou na principu superpozice řádů a měnících se a zmenšujících půdorysů s konkávním prohnutím a složitě řešenými nárožími. Celek vrcholí hodinami a náročně klempířsky zpracovanou střechou s trojlaločnými okny a vázami. Stavbu zvonice dokončil v roce 1752 Anselmo Lurago. Do roku 1891 ve věži drželi službu obcí placení hlásní – ti měli za úkol oznamovat případné požáry či blížícího se nepřítele. Ve třetím patře věže je zvonová stolice pro tři zvony, ale jen s jedním zvonem. Jmenuje se Mikuláš, má hmotnost 350 kg, je z roku 1526 a ulil jej zvonař Brikcí z Cimperka. Náklady uhradila malostranská obec. V patře nad zvonem byl byt věžníka, který natahoval hodiny, zvonil na zvony, případně ohlašoval pohromy. Na věž příležitostně docházel i věžní trubač.
Za socialismu byla ve věži vybudována pozorovatelna Státní bezpečnosti, z níž bylo možné sledovat jugoslávské a americké velvyslanectví a přístupovou cestu k západoněmeckému velvyslanectví. Poslední zprávy o pozorování z tohoto místa pocházejí z roku 1990. Dne 15. dubna 2010 byla pozorovatelna s krycím názvem „Kajka“ zpřístupněna veřejnosti a nacházela se v ní expozice, která dokumentovala činnost správy sledování StB.
Od 1. 1. 2021[zdroj?] má na starosti provoz Svatomikulášské městské zvonice Prague City Tourism.

## Ve filmu
V kostele se natáčely:
- scéna setkání novináře Xaveria (Pavel Pavlovský) s Jakubem Arbesem (Viktor Preiss) z českého filmu Romaneto režiséra Jaroslava Soukupa (1980).
- scéna plesu upírů z americko-českého filmu Van Helsing (2004).[17] Kostel byl po natáčení znovu vysvěcen.[18]

## Galerie

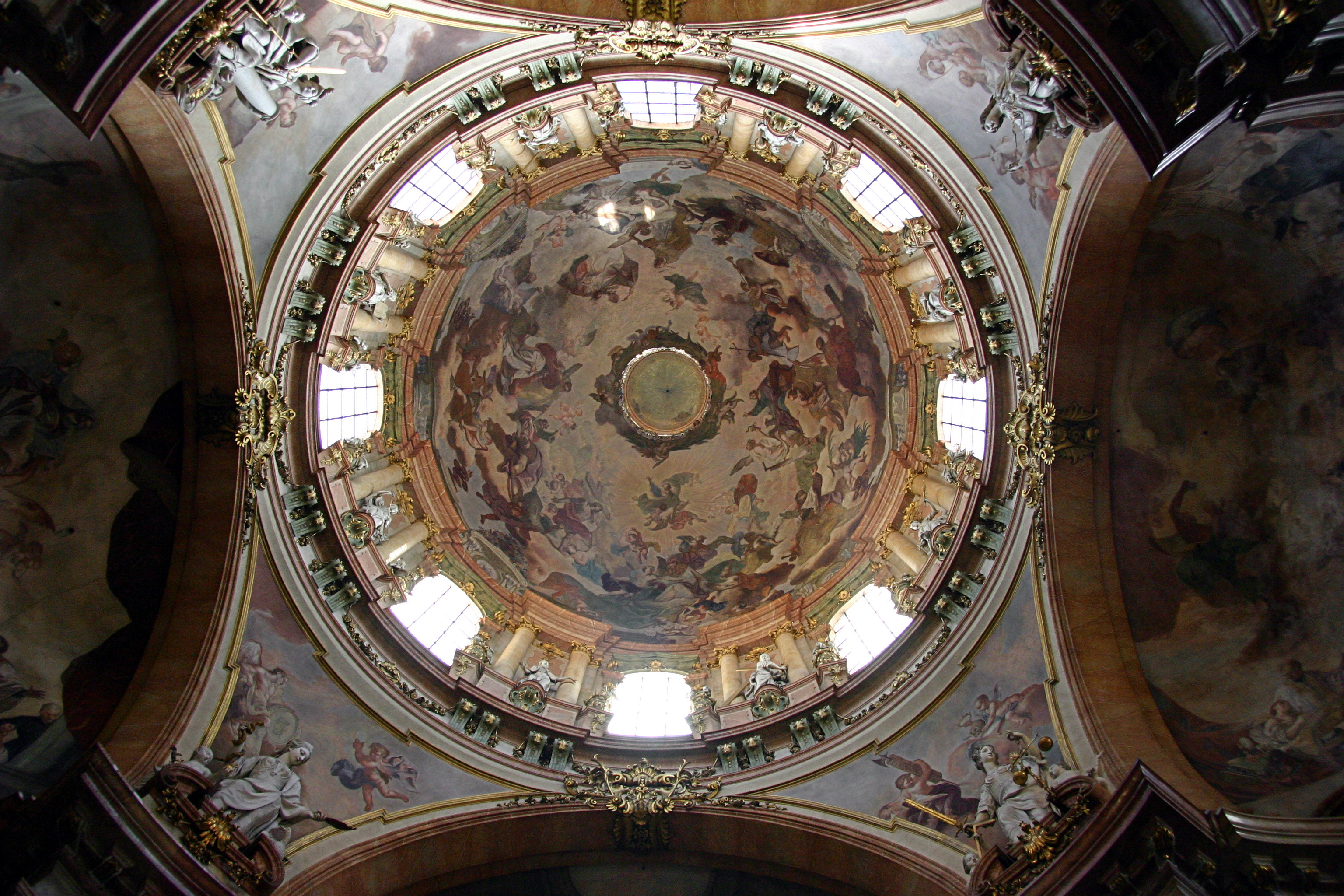
Malířská výzdoba v kupoli kostela
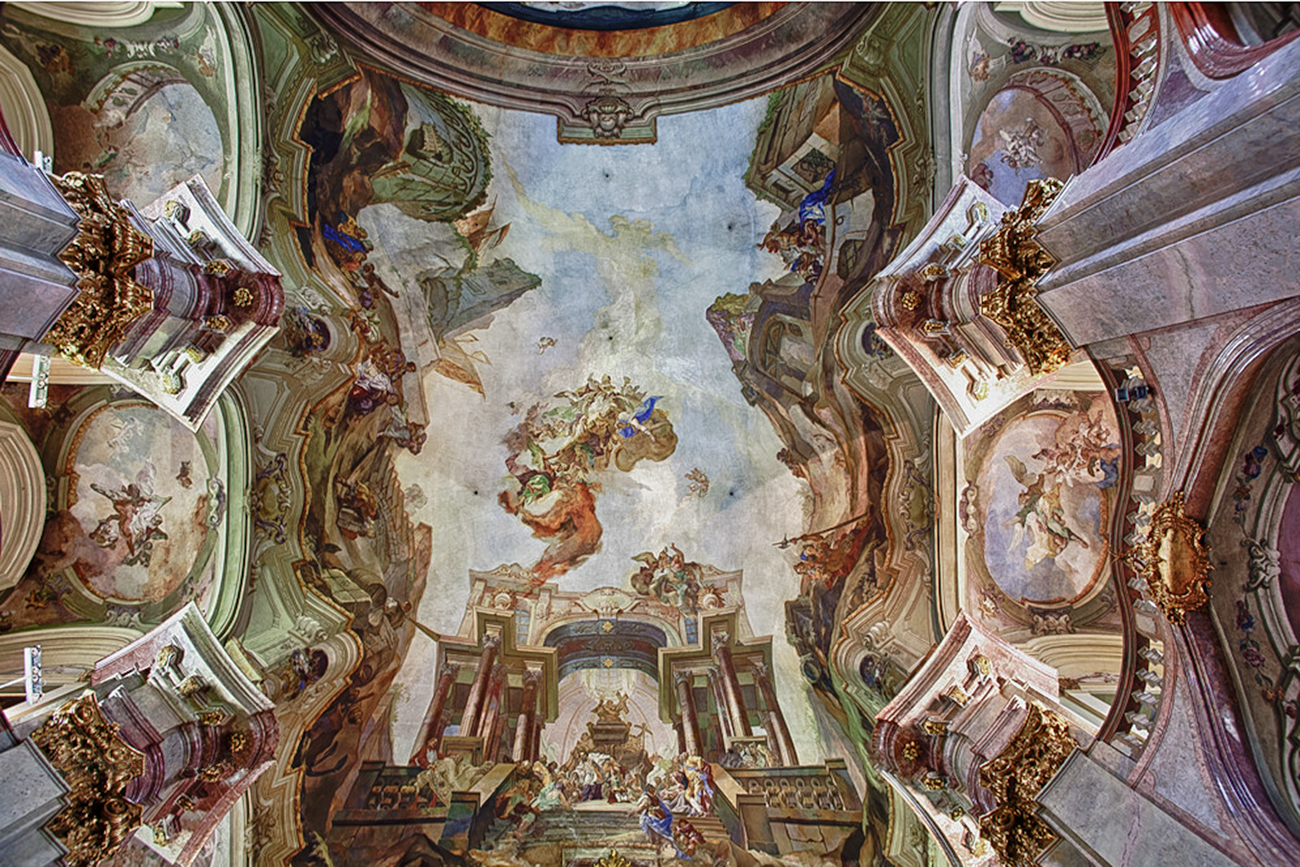
Nástropní malba lodi iluzivně navazující na architekturu chrámu.
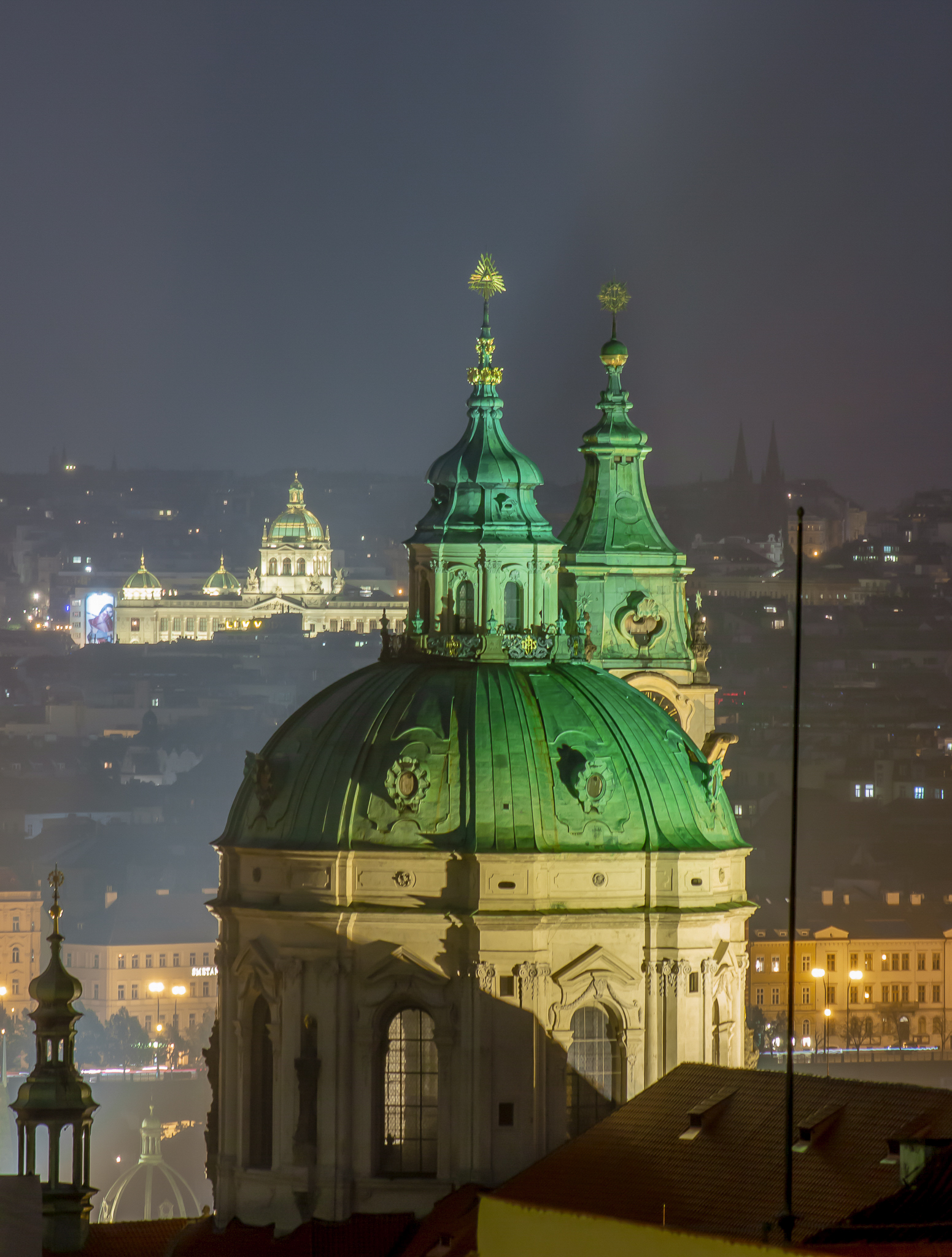
Kupole kostela